# Сафарян, Самвел Аракелович

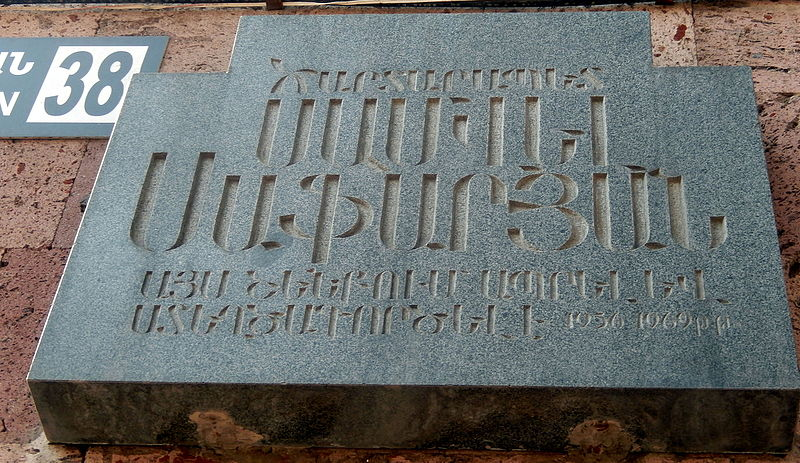
Мемориальная доска Самвела Сафаряна в Ереване. Ул. Ав. Исаакяна 38.

Самве́л Араке́лович Сафаря́н (арм. Սամվել Առաքելի Սաֆարյան; 6 июня 1902 года, Шуша, Елизаветпольская губерния, Российская империя — 9 января 1969 года, Ереван, Армянская ССР, СССР) — советский архитектор, заслуженный деятель искусств Армянской ССР (1940), заслуженный архитектор Армянской ССР (1968). Лауреат Государственной премии Армянской ССР (1971, посмертно).

## Биография
Окончил архитектурное отделение технического факультета Ереванского государственного университета (1928). С 1932 года преподавал в Ереванском политехническом институте. В 1941—1953 годах был председателем правления Союза архитекторов Армении.

## Работы
Павильон Армянской ССР на Всесоюзной сельскохозяйственной выставке в Москве (1939, совместно с К. С. Алабяном); Жилой дом Академии наук в Ереване (1939, совместно с М. В. Григоряном); второй Дом правительства Армянской ССР (при участии В. А. Аревшатяна), здания медицинского и сельскохозяйственного институтов — все в Ереване, окончены в 1955 году; комплекс Бюраканской обсерватории (1956), клинический санаторий в Арзни (1958), Институт марксизма-ленинизма (ныне посольство Китая в Армении), Школа имени А. С. Пушкина, ансамбль зданий АН Армянской ССР в Ереване (1950—1970; 2 корпуса НИИ — совместно с М. М. Манвеляном), театр в Гюмри (совместно с Р. Багдасаряном).

## Награды
Награждён двумя орденами «Знак Почёта» (16.09.1939, 1966) и орденом Красной Звезды (24.11.1945), а также медалями.
Заслуженный деятель искусств Армянской ССР (18.11.1940), заслуженный архитектор Армянской ССР (1968). Лауреат Государственной премии Армянской ССР (1971, посмертно).

## См. также

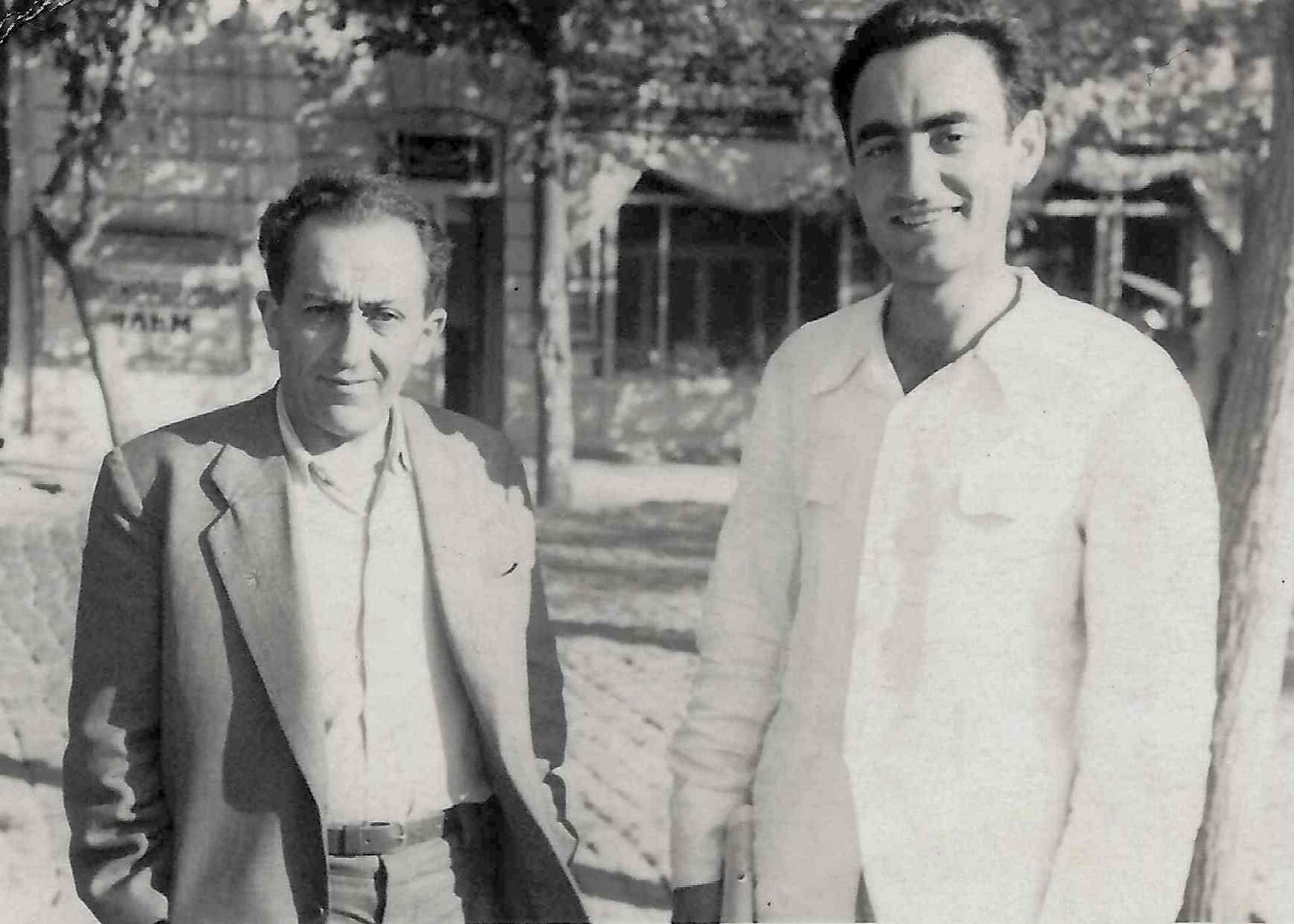
Самвел Сафарян (слева) с архитектором Мартыном Микаеляном (справа), фото из семейного архива, 1960-е

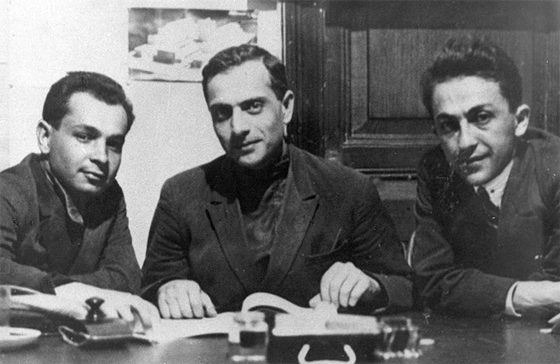
Геворг Кочар, Каро Алабян, Самвел Сафарян (справа), фото из семейного архива, 1930-е